# Anna Karina Mosmann
Anna Karina Mosmann (* 18. Dezember 1977 in Baku, Aserbaidschanische SSR) ist eine deutsche Tänzerin.

## Leben
Die als Kind deutscher Eltern geborene Mosmann begann mit sechs Jahren eine vierjährige Ausbildung im klassischen Balletttanz. Von 1988 bis 1989 tanzte sie mit ihrem Partner Marat in Aserbaidschan. Später war sie die Partnerin von Andrey Paramonov und von 2000 bis 2005 tanzte sie mit Oliver Seefeldt.  2005 beendete sie ihre aktive Karriere. 
Anna Karina Mosmann nahm an den ersten beiden Staffeln der Tanzshow Let’s Dance teil. Ihre Tanzpartner waren 2006 Axel Bulthaupt und 2007 Eralp Uzun.
Anna Karina Mosmann bei Let’s Dance
| Staffel (Jahr) | Partner        | Platzierung |
| -------------- | -------------- | ----------- |
| 1 (2006)       | Axel Bulthaupt | 8.          |
| 2 (2007)       | Eralp Uzun     | 9.          |

## Erfolge
| - 1988 1. Platz Aserbaidschanische MS Standard und Latein - 1989 1. Platz Aserbaidschanische MS Standard und Latein - 1991 - 3. Platz Ukrain Open Standard und Latein - 1992 - 2. Platz Georgien Open Standard und Latein - 3. Platz Internationales Turnier Kingisepp Standard - 4. Platz Internationales Turnier Kingisepp Latein - 1993 - 2. Platz Internationales Turnier Tula Standard und Latein - 1. Platz Süd-Russische MS Standard und Latein - 3. Platz Internationales Turnier N.-Novgorod Standard - 2. Platz Internationales Turnier N.-Novgorod Latein - 1. Platz Aserbaidschanische MS Standard und Latein - 4. Platz Georgien Open Standard - 3. Platz Georgien Open Latein - 1994 - 2. Platz Internationales Turnier Tbilisi Standard - 3. Platz Internationales Turnier Tbilisi Latein - 6. Platz Internationales Turnier N.-Novgorod „Russia-94“ Latein - 2. Platz Aserbaidschan Open Standard - 1. Platz Aserbaidschan Open Latein | - 2001 - 1. Platz Berliner MS Latein - 3. Platz Deutsche Meisterschaft - 3. Platz Europa-Cup - 1. Platz Seesternpokal - 3. Platz Mitteleuropameisterschaft - 2002 - 1. Platz Berliner MS Latein Wechsel vom Amateur- zum Profipaar - - 3. Platz Deutsche Meisterschaft der Professionals - 2. Platz GOC Professionals Kür Latein - 1. Platz GOC Professionals Rising Stars Latein - 9.–10. Platz GOC Professionals Latein - 1. Platz Großer Preis von Deutschland - 3. Platz Weltmeisterschaft Kür Latein - 1. Platz Deutsche Meisterschaft Kür Latein - 2003 - 4. Platz Deutsche Meisterschaft der Professionals - Semifinale Weltmeisterschaft der Professionals - 4. Platz Weltmeisterschaft Kür Latein - 3. Platz Europameisterschaft Kür Latein - 1. Platz Deutsche Meisterschaft Kür Latein - 2004 - 2. Platz Deutsche Meisterschaft der Professionals - 1. Platz Deutsche Meisterschaft Kür Latein - 2005 - 2. Platz Europameisterschaft Kür Latein - 3. Platz Weltmeisterschaft Kür Latein |